# Gwajakol
Gwajakol (2-metoksyfenol) – organiczny związek chemiczny z grupy fenoli. Z chlorkiem żelaza(III) daje niebieskie zabarwienie, zmieniające się następnie na zielone (reakcja charakterystyczna dla fenoli).

## Otrzymywanie
W przemyśle gwajakol jest produkowany w procesie metylowania pirokatechiny, np. siarczanem dimetylu w obecności potażu:
C6H4(OH)2 + (CH3O)2SO2 → C6H4(OH)(OCH3) + HO(CH3O)SO2

## Zastosowanie
Stosowany w nieprzewlekłych nieżytach dróg oddechowych jako środek wykrztuśny i odkażający górne drogi oddechowe. Stosowany w postaci eteru glicerynowego (gwajafenezyna) i jako pochodna sulfonowa, sulfogwajakol.
W przemyśle jest półproduktem przy produkcji waniliny. W mykologii bywa używany do identyfikacji gatunków grzybów.